# HTTrack
HTTrack은 Xavier Roche가 개발한 자유-오픈 소스 웹 크롤러이자 오프라인 브라우저로, GNU 일반 공중 사용 허가서를 통해 라이선스된다.
HTTrack을 통해 사용자는 인터넷상의 월드 와이드 웹 사이트들을 로컬 컴퓨터로 다운로드할 수 있다. 기본적으로 HTTrack은 원래의 사이트의 상대 링크 구조에 따라 다운로드된 사이트를 정렬한다. 다운로드된(또는 미러링된) 웹사이트는 브라우저에서 사이트의 페이지를 열어서 탐색할 수 있다.
HTTrack은 미러링된 기존의 사이트를 업데이트하고 중단된 다운로드의 재개 또한 가능하다. HTTrack은 옵션별로, 필터별(포함/제외)로 구성이 가능하며 도움말 시스템이 연동되어 있다. 기초적인 명령 줄 버전과 2개의 GUI 버전(WinHTTrack, WebHTTrack)이 있다. 전자는 스크립트와 cron 작업의 일부로 처리할 수 있다.
HTTrack은 웹 크롤러를 사용하여 웹사이트를 다운로드한다. 웹사이트 중 일부분은 로봇 배제 프로토콜로 인해 기본적으로 다운로드할 수 없으나 프로그램에서 해당 기능을 비활성화하면 다운로드할 수 있다. HTTrack은 기초적인 자바스크립트로 생성된 링크들, 애플릿 내부, 플래시를 따라갈 수 있으나 복잡한 링크들(함수나 식, 서버 사이드 이미지 맵을 사용하여 생성된 링크들)은 따라가지는 못한다.

## 같이 보기
- 로봇 배제 표준
- 웹사이트 미러링 소프트웨어